# Lista di giacimenti petroliferi

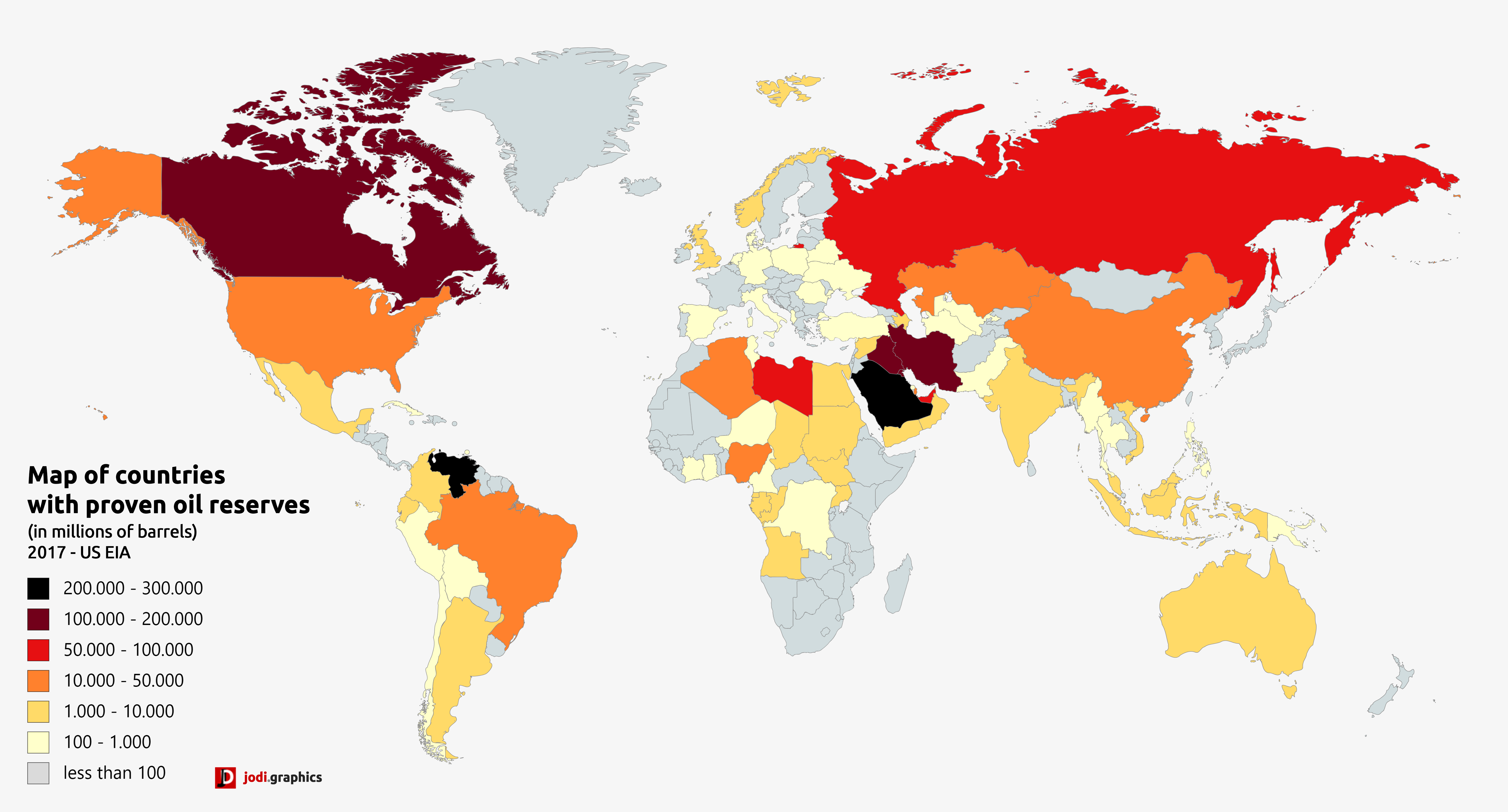
Mappa dei paesi con le maggiori riserve petrolifere secondo l'EIA (2017)

Questa è una lista di giacimenti petroliferi che include i maggiori giacimenti del passato e del presente.

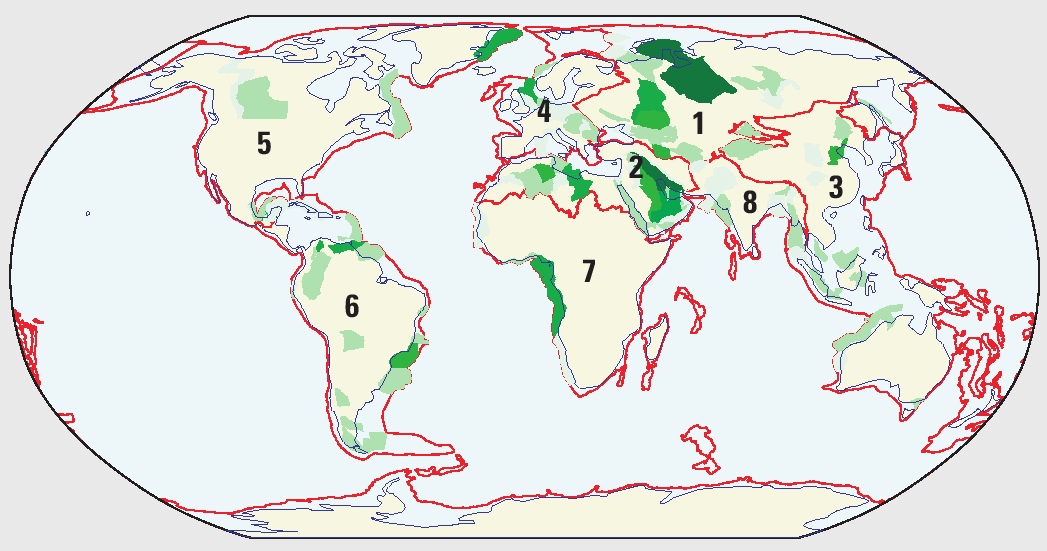
Mappa dei giacimenti petroliferi nel mondo

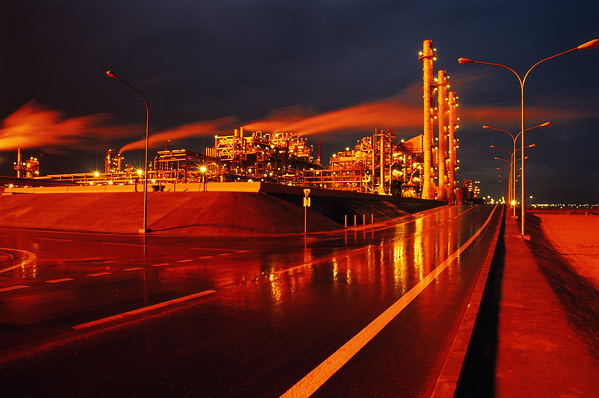
Una raffineria di petrolio a Mina-Al-Ahmadi, Kuwait

Alcuni dei giacimenti elencati sono in realtà bacini sedimentari composti da molti giacimenti (ad esempio Campos nel Brasile). Il più grande giacimento petrolifero convenzionale è Ghawar (75-83 miliardi di barili) in Arabia Saudita; alcuni giacimenti non convenzionali, come i depositi di sabbie bituminose, contengono grandi riserve, come le sabbie bituminose dell'Orinoco in Venezuela, che si stima costituiscano potenzialmente le maggiori riserve al mondo di petrolio.
I dati presentati sono le riserve iniziali stimate (ossia la loro stima fatta prima di iniziare la produzione), in barili. I campi non-convenzionali sono indicati in corsivo.
Gli scisti bituminosi (circa 3 000 miliardi di barili) e altre fonti non convenzionali non sono incluse in questa tabella. Il carbone (che può essere trasformato in petrolio liquido) non è incluso in questa tabella.
| Nazione                                      | regione                                     | Campo                                 | Riserve iniziali (miliardi di barili) |
| -------------------------------------------- | ------------------------------------------- | ------------------------------------- | ------------------------------------- |
| Abu Dhabi                                    | Arabian / Rub Al Khali (bacino)             | Umm Shaif (campo petrolifero)         |                                       |
| Abu Dhabi                                    |                                             | Zakum (campo petrolifero)             | 20 miliardi                           |
| Bahrein                                      | Arabian / Greater Ghawar Uplift             | Awali                                 | 1 miliardi                            |
| Iran                                         |                                             | Abouzar (campo petrolifero)           |                                       |
| Iran                                         |                                             | Aghajari (campo petrolifero)          | (14 miliardi)                         |
| Iran                                         |                                             | Ahwaz (campo petrolifero)             | (17 miliardi)                         |
| Iran                                         |                                             | Azadegan                              | (26 miliardi)                         |
| Iran                                         |                                             | Balal (campo petrolifero)             |                                       |
| Iran                                         |                                             | Darkhovin (campo petrolifero)         |                                       |
| Iran                                         |                                             | Dehluran (campo petrolifero)          |                                       |
| Iran                                         |                                             | Dorood (campo petrolifero)            |                                       |
| Iran                                         |                                             | Esfandiar (campo petrolifero)         |                                       |
| Iran                                         |                                             | Fereidoon (campo petrolifero)         |                                       |
| Iran                                         |                                             | Gachsaran (campo petrolifero)         | (15 miliardi)                         |
| Iran                                         |                                             | Marun                                 | (16 miliardi)                         |
| Iran                                         |                                             | Naftshahr (campo petrolifero)         |                                       |
| Iran                                         |                                             | Nowrouz (campo petrolifero)           |                                       |
| Iran                                         |                                             | Salman (campo petrolifero)            |                                       |
| Iran                                         |                                             | Sirri (campo petrolifero)             |                                       |
| Iran                                         |                                             | Yadavaran (campo petrolifero)         | (17 miliardi)                         |
| Iraq                                         | Arabian / Mesopotamian Foredeep (bacino)    | Est Baghdad (campo petrolifero)       | 11 miliardi                           |
| Iraq                                         |                                             | Halfaya                               | 4,1                                   |
| Iraq                                         |                                             | Majnoon                               | 11-20                                 |
| Iraq                                         |                                             | Rumaila                               | 20                                    |
| Iraq                                         |                                             | West Qurna                            | 11-15 miliardi                        |
| Iraq                                         |                                             | Zubair                                | 6                                     |
| Kuwait                                       | Arabian / Mesopotamian Foredeep (bacino)    | Burgan                                | 66-72 miliardi                        |
| Kuwait                                       |                                             | Minagish                              | 2 miliardi                            |
| Kuwait                                       |                                             | Raudhatain                            | 6 miliardi                            |
| Kuwait                                       |                                             | Sabriya                               | 3.8-4 miliardi                        |
| Oman                                         | Arabian / Fahud-Huqf                        | Yibal                                 | 1 miliardo                            |
| Oman                                         |                                             | Abu-Sa'fah                            | 6.1                                   |
| Qatar                                        | Arabian / Qatar Arch                        | Maydan Mahzam                         | 0.550 miliardi                        |
| Qatar                                        |                                             | Bul Hanine (campo petrolifero)        | 0.690 miliardi                        |
| Qatar                                        | Arabian / Greater Ghawar Uplift             | Dukhan                                | 2.2 miliardi                          |
| Arabia Saudita                               | Arabian / Rub Al Khali                      | Shaybah (campo petrolifero)           | 15 miliardi                           |
| Arabia Saudita                               |                                             | Abu Hadriya (campo petrolifero)       |                                       |
| Arabia Saudita                               | Arabian / Greater Ghawar uplift             | Abu-Sa'fah (campo petrolifero)        | 6.1 miliardi                          |
| Arabia Saudita                               |                                             | Abqayq                                | 12 miliardi                           |
| Arabia Saudita                               |                                             | Berri (campo petrolifero)             | 12 miliardi                           |
| Arabia Saudita                               |                                             | Dammam (campo petrolifero)            |                                       |
| Arabia Saudita                               |                                             | Fadhili (campo petrolifero)           |                                       |
| Arabia Saudita                               |                                             | Faroozan-Marjan (campo petrolifero)   |                                       |
| Arabia Saudita                               |                                             | Ghawar                                | 100 miliardi                          |
| Arabia Saudita                               |                                             | Harmaliya (campo petrolifero)         |                                       |
| Arabia Saudita                               |                                             | Khursaniyah (campo petrolifero)       |                                       |
| Arabia Saudita                               |                                             | Manifa                                | 11 miliardi                           |
| Arabia Saudita                               |                                             | Marjan (campo petrolifero)            |                                       |
| Arabia Saudita                               |                                             | Qatif (campo petrolifero)             |                                       |
| Arabia Saudita                               |                                             | Zuluf (campo petrolifero)             |                                       |
| Arabia Saudita                               |                                             | Khurais                               | 27 miliardi                           |
| Zona Neutrale                                | Arabian/Mesopotamian Foredeep (bacino)      | Safaniya-Khafji (campo petrolifero)   |                                       |
| Yemen                                        | Marib al Jawf                               | Alif                                  |                                       |
| Yemen                                        | Massila                                     | Camaal                                |                                       |
| Algeria                                      | Ghadames                                    | Bir Rebaa                             |                                       |
| Algeria                                      |                                             | Hassi Messaoud                        | 9 miliardi                            |
| Algeria                                      | Illizy                                      | Ohanet                                |                                       |
| Algeria                                      | Berkine                                     | Ourhound                              |                                       |
| Algeria                                      |                                             | Hassi Berkine                         |                                       |
| Angola                                       | Lower Congo fan                             | Kizomba Complex                       | 2 miliardi                            |
| Angola                                       |                                             | Cobo/Pambi                            |                                       |
| Angola                                       |                                             | Dalia (campo petrolifero)             |                                       |
| Angola                                       |                                             | Dikanza                               |                                       |
| Angola                                       |                                             | Girassol                              |                                       |
| Angola                                       |                                             | Kissanje                              |                                       |
| Angola                                       |                                             | Nemba                                 |                                       |
| Angola                                       |                                             | Pacassa                               |                                       |
| Angola                                       |                                             | Takula                                |                                       |
| Angola                                       |                                             | Xikomba                               |                                       |
| Egitto                                       | Red Sea rift / Golfo di Suez                | Badri                                 |                                       |
| Egitto                                       |                                             | Belayim                               | >1 miliardo                           |
| Egitto                                       |                                             | Belayim Marine                        | ca.500 milioni                        |
| Egitto                                       |                                             | July                                  | ca.500 milioni                        |
| Egitto                                       |                                             | Ramadan (campo petrolifero)           | ca.500 milioni                        |
| Egitto                                       |                                             | Ras Budran                            |                                       |
| Egitto                                       |                                             | Morgan (campo petrolifero)            |                                       |
| Egitto                                       |                                             | October (campo petrolifero)           |                                       |
| Guinea Equatoriale                           | Niger Delta toe-Thrust                      | Alba (campo petrolifero)              |                                       |
| Guinea Equatoriale                           |                                             | Zafiro                                |                                       |
| Guinea Equatoriale                           | Rio Muni (bacino)                           | Ceiba (campo petrolifero)             |                                       |
| Gabon                                        | Delta dell'Oggoué                           | Etame                                 |                                       |
| Gabon                                        |                                             | Rabi-Kounga                           | 800 milioni                           |
| Mauritania                                   | Offshore                                    | Campo di Chinguetti                   | 100 milioni                           |
| Nigeria                                      | Delta del Niger                             | ca 250 campi, totale:                 | ca. 60 miliardi                       |
| Nigeria                                      |                                             | Bonga (campo petrolifero)             | 1.4 miliardi                          |
| Azerbaigian                                  | Sud Caspio (bacino)                         | Azeri-Chirag-Guneshli                 | 5.4 miliardi                          |
| Azerbaigian                                  |                                             | Shah Deniz                            | 2.5 miliardi                          |
| Germania                                     |                                             | Mittelplate                           |                                       |
| Kazakistan                                   | Pre-Caspio (bacino)                         | Tengiz                                | 6-9 miliardi                          |
| Kazakistan                                   |                                             | Karachaganak (campo petrolifero)      | 2.5 miliardi                          |
| Kazakistan                                   |                                             | Kashagan                              | 13 miliardi                           |
| Kazakistan                                   |                                             | Kurmangazy (campo petrolifero)        | 6-7 miliardi                          |
| Norvegia                                     | Viking Graben (Mare del nord)               | Ekofisk                               | 3.3 miliardi                          |
| Norvegia                                     |                                             | Troll Vest                            | 1.4 miliardi                          |
| Norvegia                                     |                                             | Statfjord                             | 3.4 miliardi                          |
| Norvegia                                     |                                             | Gullfaks                              | 2.1 miliardi                          |
| Norvegia                                     |                                             | Oseberg                               | 2.2 miliardi                          |
| Norvegia                                     |                                             | Snorre                                | 1.5 miliardi                          |
| Norvegia Ovest di Helgeland (Mare norvegese) | Norne                                       |                                       |                                       |
| Norvegia                                     |                                             | Draugen                               |                                       |
| Regno Unito                                  |                                             | Alba (campo petrolifero)              |                                       |
| Regno Unito                                  |                                             | Andrew (campo petrolifero)            |                                       |
| Regno Unito                                  |                                             | Auk (campo petrolifero)               |                                       |
| Regno Unito                                  |                                             | Beatrice (campo petrolifero)          |                                       |
| Regno Unito                                  |                                             | Brae (campo petrolifero)              |                                       |
| Regno Unito                                  |                                             | Brent                                 |                                       |
| Regno Unito                                  |                                             | Bruce (campo petrolifero)             |                                       |
| Regno Unito                                  |                                             | Buchan campo petrolifero              |                                       |
| Regno Unito                                  |                                             | Buzzard (campo petrolifero)           |                                       |
| Regno Unito                                  |                                             | Clair (campo petrolifero)             |                                       |
| Regno Unito                                  |                                             | Claymore (campo petrolifero)          |                                       |
| Regno Unito                                  |                                             | Cormorant (campo petrolifero)         |                                       |
| Regno Unito                                  |                                             | Dunlin (campo petrolifero)            |                                       |
| Regno Unito                                  |                                             | Eider (campo petrolifero)             |                                       |
| Regno Unito                                  |                                             | Forties (campo petrolifero)           |                                       |
| Regno Unito                                  |                                             | Foinaven (campo petrolifero)          |                                       |
| Regno Unito                                  |                                             | Fulmar (campo petrolifero)            |                                       |
| Regno Unito                                  |                                             | Gannet (campo petrolifero)            |                                       |
| Regno Unito                                  |                                             | Goliat                                |                                       |
| Regno Unito                                  |                                             | Harding (campo petrolifero)           |                                       |
| Regno Unito                                  |                                             | Kittiwake (campo petrolifero)         |                                       |
| Regno Unito                                  |                                             | Magnus (campo petrolifero)            |                                       |
| Regno Unito                                  |                                             | Nelson (campo petrolifero)            |                                       |
| Regno Unito                                  |                                             | North Cormorant (campo petrolifero)   |                                       |
| Regno Unito                                  |                                             | Osprey (campo petrolifero)            |                                       |
| Regno Unito                                  |                                             | Piper (campo petrolifero)             |                                       |
| Regno Unito                                  |                                             | Rhum gas(campo petrolifero)           |                                       |
| Regno Unito                                  |                                             | Schehallion (campo petrolifero)       |                                       |
| Regno Unito                                  |                                             | Shearwater (campo petrolifero)        |                                       |
| Regno Unito                                  |                                             | Tern (campo petrolifero)              |                                       |
| Regno Unito                                  |                                             | Wytch Farm                            | (65 milioni tonnellate)               |
| Russia                                       | Siberia occidentale                         | Samotlor                              | 20 miliardi                           |
| Russia                                       | Volga-Uralo                                 | Romashkino                            | 16-17 miliardi                        |
| Russia                                       | Siberia Occidentale                         | Priobskoe                             | 13                                    |
| Russia                                       | Isole Sakhalin                              | Vari campi, totale:                   | 14 miliardi                           |
| Bolivia                                      |                                             | Margarita (campo petrolifero)         |                                       |
| Bolivia                                      |                                             | Sabalo (campo petrolifero)            |                                       |
| Bolivia                                      |                                             | San Alberto                           |                                       |
| Brasile                                      | Campos (bacino)                             | Numerosi campi petroliferi, totale:   | ca. 8 miliardi                        |
| Brasile                                      | include                                     | Marlim                                | 1.7 miliardi                          |
| Brasile                                      |                                             | Sugar Loaf                            | 25-40 miliardi                        |
| Brasile                                      |                                             | Albacora                              | 500 milioni                           |
| Brasile                                      |                                             | Roncador (campo petrolifero)          | 2.7 miliardi                          |
| Brasile                                      |                                             | Tupi                                  | 5-8 miliardi                          |
| Colombia                                     |                                             | Cano Limon                            |                                       |
| Colombia                                     |                                             | Cupiagua/Cusiana                      |                                       |
| Colombia                                     |                                             | Guando                                |                                       |
| Colombia                                     |                                             | Suroriente                            |                                       |
| Ecuador                                      | Putumayo-Oriente                            | Dorine (campo petrolifero)            |                                       |
| Ecuador                                      |                                             | Eden Yutui                            |                                       |
| Ecuador                                      |                                             | Palo Azul                             |                                       |
| Ecuador                                      |                                             | Sacha (campo petrolifero)             |                                       |
| Ecuador                                      |                                             | Shushufindi (campo petrolifero)       |                                       |
| Ecuador                                      |                                             | Villano (campo petrolifero)           |                                       |
| Venezuela                                    | Zulia - Lago di Maracaibo                   | Bolivar Coastal Field                 | ca. 30 miliardi                       |
| Venezuela                                    |                                             | Boscán (campo petrolifero), Venezuela | 1.6 miliardi                          |
| Venezuela                                    | Est Venezuela                               | Orinoco (sabbie bituminose)           | 1.7 migliaia di miliardi (OOIP)       |
| Canada                                       | Western Canada                              | Athabasca (sabbie bituminose)         | 1.7 migliaia di miliardi              |
| Canada                                       | Terranova                                   | Hibernia                              | 3.0 miliardi                          |
| Canada                                       |                                             | Terra Nova (campo petrolifero)        | 1.0 miliardi                          |
| Canada                                       |                                             | Hebron-Ben Nevis                      | 0.7 miliardi                          |
| Canada                                       |                                             | White Rose (campo petrolifero)        | 0.3 miliardi                          |
| Canada                                       |                                             | Garden Hill                           | 0.3 miliardi                          |
| Messico                                      | Campeche Sound                              | Cantarell                             | 15-20 miliardi                        |
| Messico                                      | Chicontepec                                 | Chicontepec                           | 17 miliardi                           |
| Stati Uniti d'America                        | Permian Bassin                              | SACROC                                | 1.5 miliardi                          |
| Stati Uniti d'America                        |                                             | Yates                                 | 1.5 miliardi                          |
| Stati Uniti d'America                        | Alaska North Slope                          | Prudhoe Bay                           | 13 miliardi                           |
| Stati Uniti d'America                        | National Petroleum Reserve in Alaska (NPRA) | Non conosciuto                        | 896 milioni                           |
| Stati Uniti d'America                        | Illinois (bacino)                           | Numerosi piccoli campi                | 4 miliardi                            |
| Stati Uniti d'America                        | Mid-Continent                               | East Texas (campo petrolifero)        | 6 miliardi                            |
| Stati Uniti d'America                        | Los Angeles (bacino)                        | Wilmington (campo petrolifero)        | 0.3 miliardi                          |
| Stati Uniti d'America                        |                                             | Elk Hills (campo petrolifero)         | (1 miliardi)                          |
| Stati Uniti d'America                        | Deepwater Golfo del Messico                 | Atlantis (campo petrolifero),         | 600 milioni                           |
| Stati Uniti d'America                        |                                             | Thunder Horse (campo petrolifero)     | >1 miliardi                           |
| Stati Uniti d'America                        |                                             | Knotty Head                           | da 200 a 500 milioni                  |
| Australia                                    | Bass Strait                                 | Kingfish                              | ~1,2 miliardi                         |
| Australia                                    |                                             | Halibut                               | ~1000 milioni                         |
| Australia                                    | NW shalf, Carnarvon (bacino)                | Goodwyn                               |                                       |
| Australia                                    |                                             | En(campo petrolifero)                 |                                       |
| Australia                                    |                                             | Wanaea-Cossack                        |                                       |
| Cina                                         | Songlao                                     | Daqing                                | 16 miliardi                           |
| Cina                                         |                                             | Shengli (campo petrolifero)           |                                       |
| Cina                                         | Tarim                                       | Tahe (campo petrolifero)              | 8 miliardi                            |
| India                                        | Cambay                                      | Kalol (campo petrolifero)             |                                       |
| India                                        |                                             | Balol (campo petrolifero)             |                                       |
| India                                        | Barmer(W. Rajasthan)                        | Vari campo petroliferi                | appros. 1 miliardo                    |
| India                                        | Mumbai offshore                             | Bombay High                           |                                       |
| India                                        | Krishna Godavari                            | Ravva (campo petrolifero)             |                                       |
| India                                        | Gujarat                                     | Santhal (campo petrolifero)           |                                       |
| Indonesia                                    | Northwest Java (bacino)                     | Ardjuna                               |                                       |
| Indonesia                                    | Nord Sumatra                                | Arun (campo petrolifero)              |                                       |
| Indonesia                                    | Central Sumatra Bas                         | Duri                                  |                                       |
| Indonesia                                    |                                             | Minas (campo petrolifero)             |                                       |
| Indonesia                                    | Asri (bacino)                               | Widuri                                |                                       |
| Indonesia                                    | Kutei (bacino)                              | Attaka                                |                                       |
| Indonesia                                    |                                             | West Seno                             |                                       |
| Indonesia                                    |                                             | Nilam                                 |                                       |
| Indonesia                                    | Natuna Sea                                  | Belida                                |                                       |